# یواس‌اس سو (وای‌تی-۱۹)
یواس‌اس سو (وای‌تی-۱۹) (به انگلیسی: USS Sioux (YT-19)) یک کشتی بود که طول آن ۸۴ فوت ۶ اینچ (۲۵٫۷۶ متر) بود. این کشتی در سال ۱۸۹۲ ساخته شد.